# Magnac-Bourg
Magnac-Bourg is een gemeente in het Franse departement Haute-Vienne (regio Nouvelle-Aquitaine) en telt 916 inwoners (2005). De plaats maakt deel uit van het arrondissement Limoges.

## Geografie
De oppervlakte van Magnac-Bourg bedraagt 15,0 km², de bevolkingsdichtheid is 61,1 inwoners per km².
De onderstaande kaart toont de ligging van Magnac-Bourg met de belangrijkste infrastructuur en aangrenzende gemeenten.

## Demografie
Onderstaande figuur toont het verloop van het inwonertal (bron: INSEE-tellingen).